# Affinités
Pour les articles homonymes, voir Affinity.
Pour plus de détails, voir Fiche technique et Distribution.
Affinités (Affinity) est un film britannique réalisé par Tim Fywell, sorti en 2008.
Le film est une adaptation du roman éponyme de Sarah Waters, paru en 1999.

## Synopsis
Margaret (Anna Madeley), une femme de classe sociale élevée, rend une visite officielle à la prison pour femmes, mais va s'attacher émotionnellement à l'une des détenues, Selina (Zoe Tapper).

## Fiche technique
- Titre original : Affinity
- Titre français : Affinités
- Réalisateur : Tim Fywell
- Scénario : Andrew Davies, d'après le roman Affinity de Sarah Waters
- Producteur : Adrian Bate
- Pays d'origine :  Royaume-Uni
- Format : Couleur
- Durée : 120 minutes (2 h)
- Date de sortie : 28 décembre 2008

## Distribution
- Zoe Tapper : Selina Dawes
- Anna Madeley : Margaret Prior
- Domini Blythe : maman Prior
- Amanda Plummer : Ms Ridley
- Mary Jo Randle : Mrs Jelf
- Caroline Loncq : Ruth Vigers
- Anne Reid : Mrs Brink
- Vincent Leclerc : Theophilus
- Anna Massey : Ms Haxby
- Ferelith Young : Helen
- Sara Gregory : Madeleine
- Brett Watson : Stephen Prior
- Candis Nergaard : Black Eyed Sue
- Kenneth Hadley : Prison Porter
- Sarah Crowden : Ada
- Nickolas Grace : Mr Hither